# Chích nâu
Chích nâu (danh pháp hai phần: Phylloscopus fuscatus) là một loài chích lá sinh sản ở đông châu Á. Đây là loài chim di trú mạnh và trú đông ở Đông Nam Á. Đôi khi nó xuất hiện ở Bắc Mỹ ở Alaska, và cũng xuất hiện ở California. 
Đây là một loài chim có nhiều ở đầm lầy taiga đầm lầy và đồng cỏ ngập nước. Tổ được xây dựng trong một bụi cây thấp, mỗi tổ đẻ 5-6 quả trứng. Giống như hầu hết loài chích là Cựu Thế giới khác, loài chim nhỏ này ăn côn trùng.